# Crisiella
Crisiella is een geslacht van mosdiertjes uit de familie van de Crisiidae en de orde Cyclostomatida.

## Soorten
- Crisiella borgi Calvet, 1931
- Crisiella chirpoiensis Gontar, 2009
- Crisiella complecta (Kluge, 1955)
- Crisiella diversa (Kluge, 1955)
- Crisiella producta (Smitt, 1865)